# 갯장어
갯장어는 갯장어과에 속하는 물고기이다.

## 용어
갯장어는 하모(일본어: ハモ), 참장어라고도 불린다.

## 형태
몸이 뱀장어처럼 길어 120-200cm에 달한다. 주둥이는 길고 입은 몹시 크며 앞쪽에 날카로운 송곳니가 있다. 위턱이 아래턱보다 약간 앞쪽으로 튀어나와 있고, 양쪽에는 2~3줄로 된 이빨이 있다. 앞쪽에는 억세고 긴 송곳니가 있다. 배지느러미는 없고 몸빛은 등쪽이 회갈색, 배쪽은 은백색인데, 등지느러미와 뒷지느러미의 끝이 검다.

## 습성
수심 20-50m의 모래 바닥과 암초가 있는 곳에 살지만, 때로는 깊은 바다로 이동하기도 한다. 야행성으로 낮에는 바위 틈에 숨어 있다가 밤이 되면 활동을 시작하여 물고기나 조개류를 잡아먹는다. 생명력이 강하여 물 밖에서도 수분이 충분하면 오랜 시간 생존할 수 있다. 산란기는 5-7월경이며, 유생인 댓잎뱀장어를 거쳐 변태를 한다. 허리아픈 데 약으로 쓰이고 맛이 좋아 사람들에게 인기가 있다. 한국 서남부 연해, 일본 중부 이남, 대만, 필리핀, 자바, 오스트레일리아를 비롯한 동인도제도, 인도양 및 홍해에 이르는 온대·열대 지방에 분포한다.

## 같이 보기
- 붕장어
- 뱀장어
- 먹장어